# Salma Niazi
Salma Niazi (Lagmán, 2001) es una periodista afgana y fundadora de The Afghan Times. Huyendo de los talibanes, continúa su labor periodística en el exilio.

## Trayectoria
Niazi nació en un pueblo de la provincia afgana de Lagmán. A los 16 años era la única mujer periodista de su provincia y abogaba por la representación femenina en los medios de comunicación.
Niazi comenzó su carrera periodística siendo adolescente. Trabajó en la radio local, convirtiéndose en portavoz de los derechos de las mujeres afganas. Su trabajo incluía informar sobre temas como la discriminación de género, la educación y el papel de la mujer en la sociedad

## The Afghan Times
En 2021, después de que los talibanes recuperaran el control de Afganistán, Niazi huyó a Pakistán para escapar de las crecientes restricciones y amenazas contra las mujeres periodistas. Decidida a seguir defendiendo los derechos de las mujeres, fundó The Afghan Times en agosto de 2021. La plataforma en línea, dirigida íntegramente por mujeres, ofrece noticias tanto en pastún como en inglés.